# Hydriomena gravis
Hydriomena gravis là một loài bướm đêm trong họ Geometridae.